# T. J. Lang
(en) Statistiques sur pro-football-reference
Thomas John Lang Jr mieux connu sous le nom de T. J. Lang (né le 20 septembre 1987 à Ferndale) est un américain, ancien joueur de football américain évoluant au poste de guard.
Au niveau universitaire il a joué chez les Eagles d'Eastern Michigan en NCAA Div. I FBS.
Il se présente à la Draft 2009 de la NFL et est choisi lors du 4e tour en 109e choix global par les Packers de Green Bay évoluant en NFL au sein de la Central Division de la NFC. Il joue pour cette franchise de 2009 à 2016 et y remporte le Super Bowl XLV en fin de saison 2010 au détriment des Steelers de Pittsburgh.
Début 2017, il signe un contrat avec les Lions de Détroit évoluant dans la North Division de la NFC.

## Enfance
Lang commence à jouer à la Lakeland High School à White Lake avant d'être transféré à la Brother Rice High School de Birmingham. Il joue alors à différents postes de la ligne offensive et défensive. Lors de sa dernière saison, il effectue cinquante-neuf tacles, 8,5 sacks et récupère un fumble.

## Carrière universitaire
Il entre à l'université et joue pour les Eagles d'Eastern Michigan. Lors de sa première saison, il effectue onze matchs, jouant sur la ligne défensive, enregistrant onze tacles. Il change de poste en 2006 pour celui de offensive tackle et devient titulaire jouant l'ensemble des matchs des saisons à venir.

## Carrière professionnelle

### Packers de Green Bay
T. J. Lang est choisi au quatrième tour de la Draft 2009 de la NFL au 109e choix global par les Packers de Green Bay. Il commence sa carrière professionnelle contre les Browns de Cleveland lors de la saison 2009 en remplacement de Chad Clifton. Il joue seize matchs (dont trois comme titulaire) durant cette saison. En 2010, il joue douze matchs et perd ses chances de titularisation avec le retour de Clifton. Il remporte avec les Packers le Super Bowl XLV lors de cette saison, premier titre dans sa carrière.
Le 14 août 2012, Lang signe une extension de contrat de 4 ans avec les Packers (20,8 millions de $ avec 5,5 millions de $ de bonus à la signature). Il est sélectionné pour son premier Pro Bowl à l'issue de la saison 2016.

### Lions de Détroit
Le 12 mars 2017, Lang signe un contrat de 3 ans avec les Lions de Détroit. Il débute 13 matchs au poste de right guard lors de sa première saison chez les Lions. Fin de saison, il est sélectionné pour son second Pro Bowl.